# Sibiu Cycling Tour 2015
La 5e édition du Sibiu Cycling Tour a eu lieu du 1er au 5 juillet 2015. La course fait partie du calendrier UCI Europe Tour 2015 en catégorie 2.1.
Elle a été remportée par l'Italien Mauro Finetto (Southeast), vainqueur de la deuxième étape, douze secondes d'avance sur son compatriote Davide Rebellin (CCC Sprandi Polkowice) et dix-neuf devant le Roumain Serghei Tvetcov (Androni Giocattoli-Sidermec).
Finetto gagne également le classement par points et celui de la montagne tandis que l'Allemand Robert Kessler (LKT Brandenburg) s'adjuge celui des sprints. L'Italien Giovanni Carboni (Unieuro Wilier) termine meilleur jeune et Tvetcov meilleur coureur roumain. La formation italienne Southeast finit quant à elle meilleure équipe.

## Présentation

### Équipes
Classé en catégorie 2.1 de l'UCI Europe Tour, le Sibiu Cycling Tour est par conséquent ouvert aux WorldTeams dans la limite de 50 % des équipes participantes, aux équipes continentales professionnelles, aux équipes continentales et aux équipes nationales.
Dix-sept équipes participent à ce Sibiu Cycling Tour - quatre équipes continentales professionnelles, douze équipes continentales et une équipe nationale :
| Équipes continentales professionnelles | Équipes continentales professionnelles | Équipes continentales professionnelles |
| Nom de l'équipe                        | Pays                                   | Code                                   |
| -------------------------------------- | -------------------------------------- | -------------------------------------- |
| Androni Giocattoli-Sidermec            | Italie                                 | AND                                    |
| CCC Sprandi Polkowice                  | Pologne                                | CCC                                    |
| Nippo-Vini Fantini                     | Italie                                 | NIP                                    |
| Southeast                              | Italie                                 | STH                                    |

| Équipes continentales | Équipes continentales | Équipes continentales |
| Nom de l'équipe       | Pays                  | Code                  |
| --------------------- | --------------------- | --------------------- |
| Bike Aid              | Allemagne             | BAI                   |
| D'Amico Bottecchia    | Italie                | AZT                   |
| Differdange-Losch     | Luxembourg            | CCD                   |
| GM                    | Italie                | GMC                   |
| Itera-Katusha         | Russie                | TIK                   |
| Kemo Dukla Trenčín    | Slovaquie             | DUK                   |
| LKT Brandenburg       | Allemagne             | LKT                   |
| Parkhotel Valkenburg  | Pays-Bas              | PVC                   |
| Ringeriks-Kraft       | Norvège               | KRA                   |
| Stuttgart             | Allemagne             | SGT                   |
| Tusnad                | Roumanie              | TCT                   |
| Unieuro Wilier        | Italie                | UNI                   |

| Équipe nationale             | Équipe nationale | Équipe nationale |
| Nom de l'équipe              | Pays             | Code             |
| ---------------------------- | ---------------- | ---------------- |
| Équipe nationale de Roumanie | Roumanie         | ROU              |

## Étapes
| Étape     | Date        | Villes étapes     |                   | Distance (km) | Vainqueur d’étape | Leader du classement général |
| --------- | ----------- | ----------------- | ----------------- | ------------- | ----------------- | ---------------------------- |
| Prologue  | 1er juillet | Sibiu - Sibiu     | Prologue          | 2,3           | Rafael Andriato   | Rafael Andriato              |
| 1re étape | 2 juillet   | Sibiu - Sibiu     | Étape vallonnée   | 224,2         | Oscar Gatto       | Eduard-Michael Grosu         |
| 2e étape  | 3 juillet   | Sibiu - Păltiniş  | Étape de montagne | 151,1         | Mauro Finetto     | Mauro Finetto                |
| 3e étape  | 4 juillet   | Sibiu - Lac Bâlea | Étape de montagne | 161,9         | Alessio Taliani   | Mauro Finetto                |
| 4e étape  | 5 juillet   | Sibiu - Sibiu     | Étape vallonnée   | 144,1         | Oscar Gatto       | Mauro Finetto                |

## Déroulement de la course

### Prologue
| Classement de l'étape | Classement de l'étape | Classement de l'étape | Classement de l'étape | Classement de l'étape |
|                       | Coureur               | Pays                  | Équipe                | Temps                 |
| --------------------- | --------------------- | --------------------- | --------------------- | --------------------- |
| 1er                   | Rafael Andriato       | Brésil                | Southeast             | en 3 min 21 s         |
| 2e                    | Eduard-Michael Grosu  | Roumanie              | Nippo-Vini Fantini    | + 1 s                 |
| 3e                    | Maroš Kováč           | Slovaquie             | Kemo Dukla Trenčín    | + 1 s                 |
| 4e                    | Patrik Tybor          | Slovaquie             | Kemo Dukla Trenčín    | + 3 s                 |
| 5e                    | Mauro Finetto         | Italie                | Southeast             | + 3 s                 |
| 6e                    | Dion Beukeboom        | Pays-Bas              | Parkhotel Valkenburg  | + 4 s                 |
| 7e                    | Adrian Kurek          | Pologne               | CCC Sprandi Polkowice | + 4 s                 |
| 8e                    | Iuri Filosi           | Italie                | Nippo-Vini Fantini    | + 5 s                 |
| 9e                    | Davide Plebani        | Italie                | Unieuro Wilier        | + 5 s                 |
| 10e                   | Andrei Nechita        | Roumanie              | Tusnad                | + 6 s                 |
| modifier              |                       |                       |                       |                       |

| Classement général | Classement général   | Classement général | Classement général    | Classement général |
|                    | Coureur              | Pays               | Équipe                | Temps              |
| ------------------ | -------------------- | ------------------ | --------------------- | ------------------ |
| 1er                | Rafael Andriato      | Brésil             | Southeast             | en 3 min 21 s      |
| 2e                 | Eduard-Michael Grosu | Roumanie           | Nippo-Vini Fantini    | + 1 s              |
| 3e                 | Maroš Kováč          | Slovaquie          | Kemo Dukla Trenčín    | + 1 s              |
| 4e                 | Patrik Tybor         | Slovaquie          | Kemo Dukla Trenčín    | + 3 s              |
| 5e                 | Mauro Finetto        | Italie             | Southeast             | + 3 s              |
| 6e                 | Dion Beukeboom       | Pays-Bas           | Parkhotel Valkenburg  | + 4 s              |
| 7e                 | Adrian Kurek         | Pologne            | CCC Sprandi Polkowice | + 4 s              |
| 8e                 | Iuri Filosi          | Italie             | Nippo-Vini Fantini    | + 5 s              |
| 9e                 | Davide Plebani       | Italie             | Unieuro Wilier        | + 5 s              |
| 10e                | Andrei Nechita       | Roumanie           | Tusnad                | + 6 s              |
| modifier           |                      |                    |                       |                    |

### 1reétape
| Classement de l'étape | Classement de l'étape  | Classement de l'étape | Classement de l'étape       | Classement de l'étape |
|                       | Coureur                | Pays                  | Équipe                      | Temps                 |
| --------------------- | ---------------------- | --------------------- | --------------------------- | --------------------- |
| 1er                   | Oscar Gatto            | Italie                | Androni Giocattoli-Sidermec | en 5 h 28 min 23 s    |
| 2e                    | Filippo Fortin         | Italie                | GM                          | m.t                   |
| 3e                    | Eduard-Michael Grosu   | Roumanie              | Nippo-Vini Fantini          | m.t                   |
| 4e                    | Simone Ponzi           | Italie                | Southeast                   | m.t                   |
| 5e                    | Christian Delle Stelle | Italie                | CCC Sprandi Polkowice       | m.t                   |
| 6e                    | Rafael Andriato        | Brésil                | Southeast                   | m.t                   |
| 7e                    | Julian Schulze         | Allemagne             | Stuttgart                   | m.t                   |
| 8e                    | Antonio Parrinello     | Italie                | D'Amico Bottecchia          | m.t                   |
| 9e                    | Sergey Nikolaev        | Russie                | Itera-Katusha               | m.t                   |
| 10e                   | Maroš Kováč            | Slovaquie             | Kemo Dukla Trenčín          | m.t                   |
| modifier              |                        |                       |                             |                       |

| Classement général | Classement général   | Classement général | Classement général | Classement général |
|                    | Coureur              | Pays               | Équipe             | Temps              |
| ------------------ | -------------------- | ------------------ | ------------------ | ------------------ |
| 1er                | Eduard-Michael Grosu | Roumanie           | Nippo-Vini Fantini | en 5 h 31 min 41 s |
| 2e                 | Rafael Andriato      | Brésil             | Southeast          | + 3 s              |
| 3e                 | Maroš Kováč          | Slovaquie          | Kemo Dukla Trenčín | + 4 s              |
| 4e                 | Patrik Tybor         | Slovaquie          | Kemo Dukla Trenčín | + 6 s              |
| 5e                 | Mauro Finetto        | Italie             | Southeast          | + 6 s              |
| 6e                 | Giacomo Berlato      | Italie             | Nippo-Vini Fantini | + 10 s             |
| 7e                 | Elia Favilli         | Italie             | Southeast          | + 10 s             |
| 8e                 | Filippo Fortin       | Italie             | GM                 | + 10 s             |
| 9e                 | Simone Ponzi         | Italie             | Southeast          | + 11 s             |
| 10e                | Jānis Dakteris       | Lettonie           | Differdange-Losch  | + 12 s             |
| modifier           |                      |                    |                    |                    |

### 2eétape
| Classement de l'étape | Classement de l'étape | Classement de l'étape | Classement de l'étape       | Classement de l'étape |
|                       | Coureur               | Pays                  | Équipe                      | Temps                 |
| --------------------- | --------------------- | --------------------- | --------------------------- | --------------------- |
| 1er                   | Mauro Finetto         | Italie                | Southeast                   | en 3 h 55 min 58 s    |
| 2e                    | Simone Ponzi          | Italie                | Southeast                   | + 0 s                 |
| 3e                    | Davide Rebellin       | Italie                | CCC Sprandi Polkowice       | + 0 s                 |
| 4e                    | Antonio Parrinello    | Italie                | D'Amico Bottecchia          | + 0 s                 |
| 5e                    | Serghei Tvetcov       | Roumanie              | Androni Giocattoli-Sidermec | + 0 s                 |
| 6e                    | Sergey Nikolaev       | Russie                | Itera-Katusha               | + 0 s                 |
| 7e                    | Paolo Ciavatta        | Italie                | D'Amico Bottecchia          | + 0 s                 |
| 8e                    | Patrik Tybor          | Slovaquie             | Kemo Dukla Trenčín          | + 4 s                 |
| 9e                    | Alessandro Bisolti    | Italie                | Nippo-Vini Fantini          | + 8 s                 |
| 10e                   | Sergey Pomoshnikov    | Russie                | Itera-Katusha               | + 9 s                 |
| modifier              |                       |                       |                             |                       |

| Classement général | Classement général | Classement général | Classement général          | Classement général |
|                    | Coureur            | Pays               | Équipe                      | Temps              |
| ------------------ | ------------------ | ------------------ | --------------------------- | ------------------ |
| 1er                | Mauro Finetto      | Italie             | Southeast                   | en 9 h 27 min 35 s |
| 2e                 | Simone Ponzi       | Italie             | Southeast                   | + 9 s              |
| 3e                 | Davide Rebellin    | Italie             | CCC Sprandi Polkowice       | + 12 s             |
| 4e                 | Patrik Tybor       | Slovaquie          | Kemo Dukla Trenčín          | + 14 s             |
| 5e                 | Paolo Ciavatta     | Italie             | D'Amico Bottecchia          | + 17 s             |
| 6e                 | Serghei Tvetcov    | Roumanie           | Androni Giocattoli-Sidermec | + 23 s             |
| 7e                 | Sergey Nikolaev    | Russie             | Itera-Katusha               | + 27 s             |
| 8e                 | Antonio Parrinello | Italie             | D'Amico Bottecchia          | + 32 s             |
| 9e                 | Alessio Taliani    | Italie             | Androni Giocattoli-Sidermec | + 33 s             |
| 10e                | Alessandro Bisolti | Italie             | Nippo-Vini Fantini          | + 36 s             |
| modifier           |                    |                    |                             |                    |

### 3eétape
| Classement de l'étape | Classement de l'étape | Classement de l'étape | Classement de l'étape       | Classement de l'étape |
|                       | Coureur               | Pays                  | Équipe                      | Temps                 |
| --------------------- | --------------------- | --------------------- | --------------------------- | --------------------- |
| 1er                   | Alessio Taliani       | Italie                | Androni Giocattoli-Sidermec | en 4 h 29 min 58 s    |
| 2e                    | Antonio Parrinello    | Italie                | D'Amico Bottecchia          | + 4 s                 |
| 3e                    | Serghei Tvetcov       | Roumanie              | Androni Giocattoli-Sidermec | + 4 s                 |
| 4e                    | Davide Rebellin       | Italie                | CCC Sprandi Polkowice       | + 4 s                 |
| 5e                    | Mauro Finetto         | Italie                | Southeast                   | + 4 s                 |
| 6e                    | Nikolay Mihaylov      | Bulgarie              | CCC Sprandi Polkowice       | + 30 s                |
| 7e                    | Sergey Pomoshnikov    | Russie                | Itera-Katusha               | + 30 s                |
| 8e                    | Paolo Ciavatta        | Italie                | D'Amico Bottecchia          | + 50 s                |
| 9e                    | Antonio Nibali        | Italie                | Nippo-Vini Fantini          | + 1 min 4 s           |
| 10e                   | Samuele Conti         | Italie                | Southeast                   | + 1 min 7 s           |
| modifier              |                       |                       |                             |                       |

| Classement général | Classement général | Classement général | Classement général          | Classement général  |
|                    | Coureur            | Pays               | Équipe                      | Temps               |
| ------------------ | ------------------ | ------------------ | --------------------------- | ------------------- |
| 1er                | Mauro Finetto      | Italie             | Southeast                   | en 13 h 57 min 37 s |
| 2e                 | Davide Rebellin    | Italie             | CCC Sprandi Polkowice       | + 12 s              |
| 3e                 | Serghei Tvetcov    | Roumanie           | Androni Giocattoli-Sidermec | + 19 s              |
| 4e                 | Alessio Taliani    | Italie             | Androni Giocattoli-Sidermec | + 19 s              |
| 5e                 | Antonio Parrinello | Italie             | D'Amico Bottecchia          | + 26 s              |
| 6e                 | Paolo Ciavatta     | Italie             | D'Amico Bottecchia          | + 1 min 3 s         |
| 7e                 | Sergey Pomoshnikov | Russie             | Itera-Katusha               | + 1 min 7 s         |
| 8e                 | Nikolay Mihaylov   | Bulgarie           | CCC Sprandi Polkowice       | + 1 min 15 s        |
| 9e                 | Samuele Conti      | Italie             | Southeast                   | + 1 min 54 s        |
| 10e                | Sergey Nikolaev    | Russie             | Itera-Katusha               | + 2 min 13 s        |
| modifier           |                    |                    |                             |                     |

### 4eétape
| Classement de l'étape | Classement de l'étape  | Classement de l'étape | Classement de l'étape       | Classement de l'étape |
|                       | Coureur                | Pays                  | Équipe                      | Temps                 |
| --------------------- | ---------------------- | --------------------- | --------------------------- | --------------------- |
| 1er                   | Oscar Gatto            | Italie                | Androni Giocattoli-Sidermec | en 3 h 16 min 59 s    |
| 2e                    | Eduard-Michael Grosu   | Roumanie              | Nippo-Vini Fantini          | + 0 s                 |
| 3e                    | Christian Delle Stelle | Italie                | CCC Sprandi Polkowice       | + 2 s                 |
| 4e                    | Filippo Fortin         | Italie                | GM                          | + 2 s                 |
| 5e                    | Simone Ponzi           | Italie                | Southeast                   | + 2 s                 |
| 6e                    | Fabio Chinello         | Italie                | Unieuro Wilier              | + 2 s                 |
| 7e                    | Pierpaolo De Negri     | Italie                | Nippo-Vini Fantini          | + 2 s                 |
| 8e                    | Mauro Finetto          | Italie                | Southeast                   | + 2 s                 |
| 9e                    | Rino Gasparrini        | Italie                | Unieuro Wilier              | + 2 s                 |
| 10e                   | Maroš Kováč            | Slovaquie             | Kemo Dukla Trenčín          | + 2 s                 |
| modifier              |                        |                       |                             |                       |

## Classements finals

### Classement général final
| Classement général final | Classement général final | Classement général final | Classement général final    | Classement général final |
|                          | Coureur                  | Pays                     | Équipe                      | Temps                    |
| ------------------------ | ------------------------ | ------------------------ | --------------------------- | ------------------------ |
| 1er                      | Mauro Finetto            | Italie                   | Southeast                   | en 17 h 14 min 38 s      |
| 2e                       | Davide Rebellin          | Italie                   | CCC Sprandi Polkowice       | + 12 s                   |
| 3e                       | Serghei Tvetcov          | Roumanie                 | Androni Giocattoli-Sidermec | + 19 s                   |
| 4e                       | Antonio Parrinello       | Italie                   | D'Amico Bottecchia          | + 26 s                   |
| 5e                       | Alessio Taliani          | Italie                   | Androni Giocattoli-Sidermec | + 33 s                   |
| 6e                       | Paolo Ciavatta           | Italie                   | D'Amico Bottecchia          | + 1 min 9 s              |
| 7e                       | Nikolay Mihaylov         | Bulgarie                 | CCC Sprandi Polkowice       | + 1 min 21 s             |
| 8e                       | Sergey Pomoshnikov       | Russie                   | Itera-Katusha               | + 1 min 23 s             |
| 9e                       | Samuele Conti            | Italie                   | Southeast                   | + 2 min 3 s              |
| 10e                      | Sergey Nikolaev          | Russie                   | Itera-Katusha               | + 2 min 19 s             |
| modifier                 |                          |                          |                             |                          |

### Classements annexes
| Classement par points | Classement par points | Classement par points | Classement par points       | Classement par points |
| --------------------- | --------------------- | --------------------- | --------------------------- | --------------------- |
|                       | Coureur               | Pays                  | Équipe                      | Point(s)              |
| 1er                   | Mauro Finetto         | Italie                | Southeast                   | 57 points             |
| 2e                    | Eduard-Michael Grosu  | Roumanie              | Nippo-Vini Fantini          | 56 pts                |
| 3e                    | Oscar Gatto           | Italie                | Androni Giocattoli-Sidermec | 50 pts                |
| modifier              |                       |                       |                             |                       |

| Classement de la montagne | Classement de la montagne | Classement de la montagne | Classement de la montagne   | Classement de la montagne |
| ------------------------- | ------------------------- | ------------------------- | --------------------------- | ------------------------- |
|                           | Coureur                   | Pays                      | Équipe                      | Point(s)                  |
| 1er                       | Mauro Finetto             | Italie                    | Southeast                   | 41 points                 |
| 2e                        | Serghei Tvetcov           | Roumanie                  | Androni Giocattoli-Sidermec | 26 pts                    |
| 3e                        | Antonio Parrinello        | Italie                    | D'Amico Bottecchia          | 23 pts                    |
| modifier                  |                           |                           |                             |                           |

| Classement des sprints | Classement des sprints | Classement des sprints | Classement des sprints | Classement des sprints |
| ---------------------- | ---------------------- | ---------------------- | ---------------------- | ---------------------- |
|                        | Coureur                | Pays                   | Équipe                 | Point(s)               |
| 1er                    | Robert Kessler         | Allemagne              | LKT Brandenburg        | 13 points              |
| 2e                     | Giorgio Bocchiola      | Italie                 | D'Amico Bottecchia     | 11 pts                 |
| 3e                     | Gediminas Kaupas       | Lituanie               | Differdange-Losch      | 11 pts                 |
| modifier               |                        |                        |                        |                        |

| Classement du meilleur jeune | Classement du meilleur jeune | Classement du meilleur jeune | Classement du meilleur jeune | Classement du meilleur jeune |
|                              | Coureur                      | Pays                         | Équipe                       | Temps                        |
| ---------------------------- | ---------------------------- | ---------------------------- | ---------------------------- | ---------------------------- |
| 1er                          | Giovanni Carboni             | Italie                       | Unieuro Wilier               | en 17 h 17 min 28 s          |
| 2e                           | Øivind Lukkedahl             | Norvège                      | Ringeriks-Kraft              | + 2 min 53 s                 |
| 3e                           | Njål Kleiven                 | Norvège                      | Ringeriks-Kraft              | + 4 min 22 s                 |
| modifier                     |                              |                              |                              |                              |

| Classement du meilleur Roumain | Classement du meilleur Roumain | Classement du meilleur Roumain | Classement du meilleur Roumain | Classement du meilleur Roumain |
|                                | Coureur                        | Pays                           | Équipe                         | Temps                          |
| ------------------------------ | ------------------------------ | ------------------------------ | ------------------------------ | ------------------------------ |
| 1er                            | Serghei Tvetcov                | Roumanie                       | Androni Giocattoli-Sidermec    | en 17 h 14 min 57 s            |
| 2e                             | Eduard-Michael Grosu           | Roumanie                       | Nippo-Vini Fantini             | + 32 min 29 s                  |
| 3e                             | Daniel Crista                  | Roumanie                       | Équipe nationale de Roumanie   | + 34 min 18 s                  |
| modifier                       |                                |                                |                                |                                |

| Classement par équipes | Classement par équipes      | Classement par équipes | Classement par équipes |
|                        | Équipe                      | Pays                   | Temps                  |
| ---------------------- | --------------------------- | ---------------------- | ---------------------- |
| 1re                    | Southeast                   | Italie                 | en 51 h 49 min 0 s     |
| 2e                     | Androni Giocattoli-Sidermec | Italie                 | + 6 min 48 s           |
| 3e                     | CCC Sprandi Polkowice       | Pologne                | + 7 min 12 s           |
| modifier               |                             |                        |                        |

### UCI Europe Tour
Ce Sibiu Cycling Tour attribue des points pour l'UCI Europe Tour 2015, par équipes seulement aux coureurs des équipes continentales professionnelles et continentales, individuellement à tous les coureurs sauf ceux faisant partie d'une équipe ayant un label WorldTeam.
| Position,          | 1er | 2e | 3e | 4e | 5e | 6e | 7e | 8e | 9e | 10e | 11e | 12e |
| Classement général | 80  | 56 | 32 | 24 | 20 | 16 | 12 | 8  | 7  | 6   | 5   | 3   |
| Par étape          | 16  | 11 | 6  | 5  | 4  | 2  |    |    |    |     |     |     |
| Leader, par étape  | 8   |    |    |    |    |    |    |    |    |     |     |     |

| Cycliste               | Équipe                      | Général | Étape | Leader | Total |
| ---------------------- | --------------------------- | ------- | ----- | ------ | ----- |
| Mauro Finetto          | Southeast                   | 80      | 24    | 16     | 120   |
| Davide Rebellin        | CCC Sprandi Polkowice       | 56      | 11    | -      | 67    |
| Antonio Parrinello     | D'Amico Bottecchia          | 24      | 16    | -      | 40    |
| Serghei Tvetcov        | Androni Giocattoli-Sidermec | 32      | 10    | -      | 42    |
| Eduard-Michael Grosu   | Nippo-Vini Fantini          | -       | 28    | 8      | 36    |
| Alessio Taliani        | Androni Giocattoli-Sidermec | 20      | 16    | -      | 36    |
| Oscar Gatto            | Androni Giocattoli-Sidermec | -       | 32    | -      | 32    |
| Rafael Andriato        | Southeast                   | -       | 18    | 8      | 26    |
| Simone Ponzi           | Southeast                   | -       | 20    | -      | 20    |
| Paolo Ciavatta         | D'Amico Bottecchia          | 16      | -     | -      | 16    |
| Filippo Fortin         | GM                          | -       | 16    | -      | 16    |
| Nikolay Mihaylov       | CCC Sprandi Polkowice       | 12      | 2     | -      | 14    |
| Christian Delle Stelle | CCC Sprandi Polkowice       | -       | 10    | -      | 10    |
| Sergey Nikolaev        | Itera-Katusha               | 6       | 2     | -      | 8     |
| Sergey Pomoshnikov     | Itera-Katusha               | 8       | -     | -      | 8     |
| Samuele Conti          | Southeast                   | 7       | -     | -      | 7     |
| Maroš Kováč            | Kemo Dukla Trenčín          | -       | 6     | -      | 6     |
| Alessandro Bisolti     | Nippo-Vini Fantini          | 5       | -     | -      | 5     |
| Patrik Tybor           | Kemo Dukla Trenčín          | -       | 5     | -      | 5     |
| Giovanni Carboni       | Unieuro Wilier              | 3       | -     | -      | 3     |
| Dion Beukeboom         | Parkhotel Valkenburg        | -       | 2     | -      | 2     |
| Fabio Chinello         | Unieuro Wilier              | -       | 2     | -      | 2     |

## Évolution des classements
| Étape              | Vainqueur          | Classement général   | Classement par points | Classement de la montagne | Classement des sprints | Classement du meilleur jeune | Classement du meilleur Roumain | Classement par équipes |
| ------------------ | ------------------ | -------------------- | --------------------- | ------------------------- | ---------------------- | ---------------------------- | ------------------------------ | ---------------------- |
| P                  | Rafael Andriato    | Rafael Andriato      | Rafael Andriato       | Non décerné               | Non décerné            | Davide Plebani               | Eduard-Michael Grosu           | Southeast              |
| 1                  | Oscar Gatto        | Eduard-Michael Grosu | Eduard-Michael Grosu  | Mauro Finetto             | Robert Kessler         | Mattia Frapporti             | Eduard-Michael Grosu           | Southeast              |
| 2                  | Mauro Finetto      | Mauro Finetto        | Mauro Finetto         | Mauro Finetto             | Robert Kessler         | Øivind Lukkedahl             | Serghei Tvetcov                | Southeast              |
| 3                  | Alessio Taliani    | Mauro Finetto        | Mauro Finetto         | Mauro Finetto             | Robert Kessler         | Giovanni Carboni             | Serghei Tvetcov                | Southeast              |
| 4                  | Oscar Gatto        | Mauro Finetto        | Mauro Finetto         | Mauro Finetto             | Robert Kessler         | Giovanni Carboni             | Serghei Tvetcov                | Southeast              |
| Classements finals | Classements finals | Mauro Finetto        | Mauro Finetto         | Mauro Finetto             | Robert Kessler         | Giovanni Carboni             | Serghei Tvetcov                | Southeast              |

## Liste des participants
- Liste de départ complète

| Légende                                | Légende                                                                                                  | Légende                                  | Légende                                                                                                  |
| -------------------------------------- | --- | ---------------------------------------- | --- |
| Num                                    | Dossard de départ porté par le coureur sur ce Sibiu Cycling Tour                                         | Pos                                      | Position finale au classement général                                                                    |
| Leader du classement général           | Indique le vainqueur du classement général                                                               | Leader du classement par points          | Indique le vainqueur du classement par points                                                            |
| Leader du classement de la montagne    | Indique le vainqueur du classement de la montagne                                                        | Leader du classement des sprints         | Indique le vainqueur du classement des sprints                                                           |
| Leader du classement du meilleur jeune | Indique le vainqueur du classement du meilleur jeune                                                     | Leader du classement du meilleur Roumain | Indique le vainqueur du classement du meilleur Roumain                                                   |
|                                        | Indique un maillot de champion national ou mondial, suivi de sa spécialité                               | #                                        | Indique la meilleure équipe                                                                              |
| NP                                     | Indique un coureur qui n'a pas pris le départ d'une étape, suivi du numéro de l'étape où il s'est retiré | AB                                       | Indique un coureur qui n'a pas terminé une étape, suivi du numéro de l'étape où il s'est retiré          |
| HD                                     | Indique un coureur qui a terminé une étape hors des délais, suivi du numéro de l'étape                   | *                                        | Indique un coureur en lice pour le classement du meilleur jeune (coureurs nés après le 1er janvier 1993) |